# Hymenoscyphus fibrillosus
Hymenoscyphus fibrillosus är en svampart som beskrevs av Graddon 1990. Hymenoscyphus fibrillosus ingår i släktet Hymenoscyphus och familjen Helotiaceae.   Inga underarter finns listade i Catalogue of Life.